# Lee Dong-gook
Lee Dong-gook (Hangul: 이동국, ur. 29 kwietnia 1979 w Pohang) – południowokoreański piłkarz, reprezentant kraju grający na pozycji pomocnika.

## Kariera klubowa
Jako piłkarz grał w takich klubach jak Pohang Steelers, Werder Brema, Gwangju Sangmu Football Club, Middlesbrough, Seongnam Ilhwa Chunma i Ulsan Hyundai Horang-i. Od 2009 jest zawodnikiem Jeonbuk Hyundai Motors.

## Kariera reprezentacyjna
Karierę reprezentacyjną rozpoczął w 1998. Został powołany na MŚ 1998. Uczestnik Pucharu Azji 2004 i 2007. W 2010 został powołany na MŚ 2010. W sumie w reprezentacji wystąpił w 104 spotkaniach i strzelił 33 bramki.

## Życie prywatne
Lee ożenił się z Lee Soo-jin, byłą uczestniczką Miss Korea z 1997, w grudniu 2005 roku. Para ma pięcioro dzieci: córki bliźniaczki Lee Jae-si i Lee Jae-ah (urodzone 14 sierpnia 2007), córki bliźniaczki Lee Seol-ah i Lee Soo-ah (urodzone 18 lipca 2013) i syna Lee Si-an (ur. 14 listopada 2014 roku). Lee jest również najmłodszy z trojga rodzeństwa (dwóch braci i jednej siostry).
Lee Dong-gook i jego pięcioro dzieci byli od 2015 do 2019 roku częścią programu rozrywkowego The Return of Superman.